# サウスショアー線の日本車輌製造製電車
この項目では、アメリカ合衆国イリノイ州及びインディアナ州を走る電化鉄道路線（インターアーバン）であるサウスショアー線で用いられる、日本の鉄道車両メーカーの日本車輌製造が製造した電車について解説する。同社初の北アメリカ向け鉄道車両として1982年から営業運転を開始し、計4度に渡って導入が行われた。

## 導入までの経緯

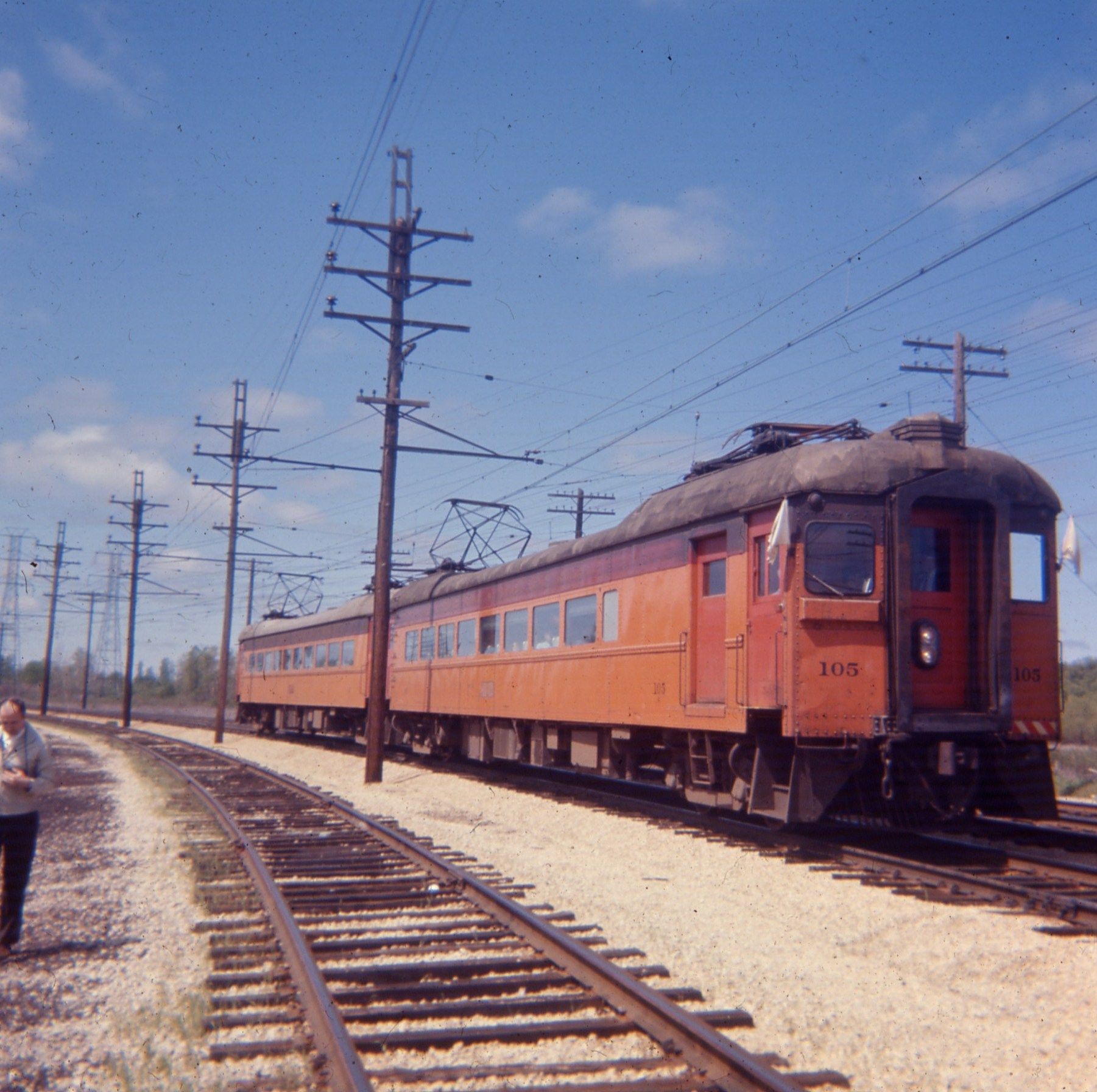
長期に渡って使用されたアメリカ製の旧型直流電車（1966年撮影）

サウスショアー線の歴史は、1903年にシカゴ・アンド・インディアナ・エアライン鉄道（Chicago & Indiana Air Line Railway）によって開通した交流電化の電鉄路線から始まった。その後、1925年に会社はシカゴ・サウスショアー・サウスベンド鉄道（Chicago South Shore and South Bend Railroad、CSS&SB）によって買収され、架線電圧が直流1,500 Vに改められた。その際、サウスショアー線にはアメリカ各地の鉄道車両メーカーによって製造された直流電車が多数導入され半世紀以上に渡って使用されたが、1980年代には老朽化が深刻な課題となっていた。そこで、1977年に設立されて以降サウスショアー線の運営の補助を行っていたインディアナ州北部通勤輸送公団（NICTD）は、住友商事を介して日本の鉄道車両メーカーである日本車輌製造製の車両を導入する契約を結び、1982年から新型電車の導入が開始された。
これらの車両の導入に際しては連邦政府からの補助金が用いられた関係からバイ・アメリカン法の適用対象となっており、車体各所の多くの部品がアメリカ合衆国国内で製造が行われた他、最終組み立てもアメリカ国内で実施された。

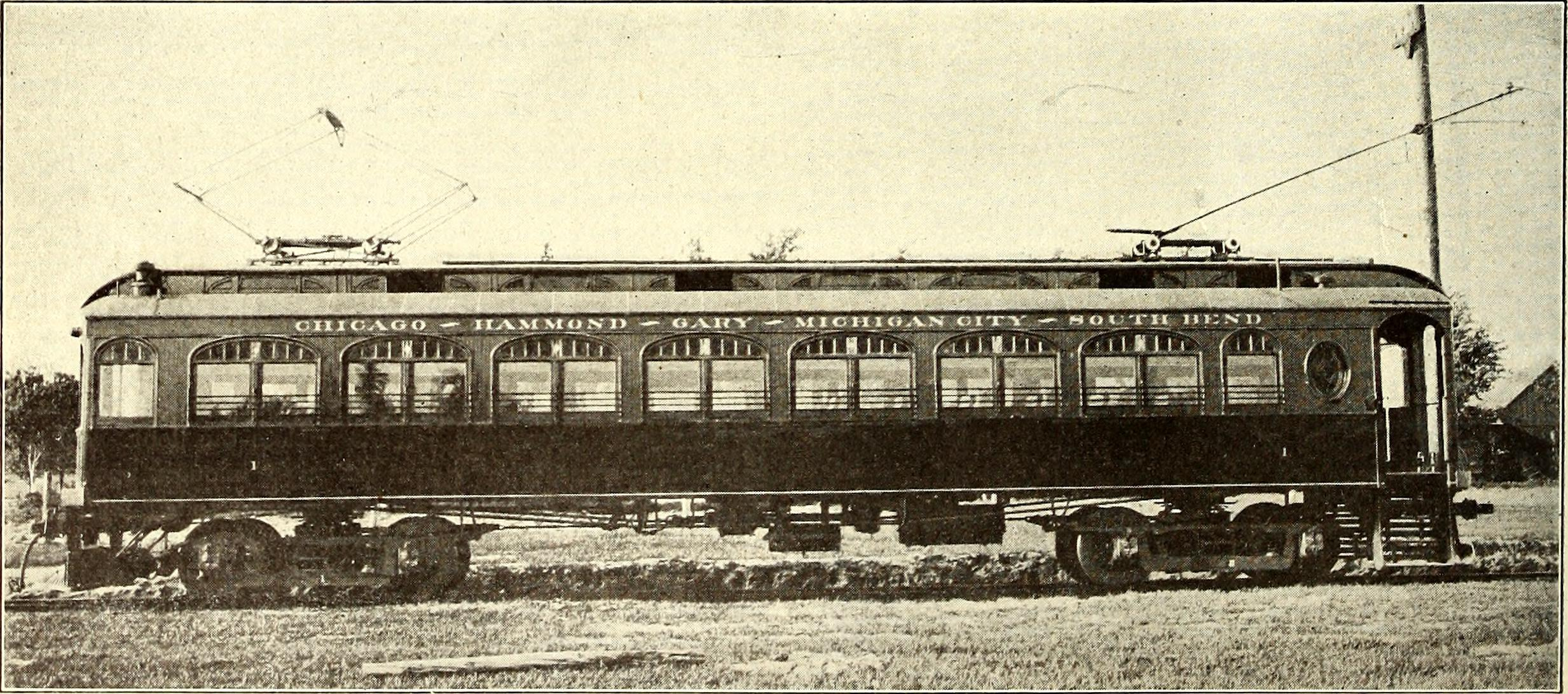
開通初期の交流電車（1909年撮影）
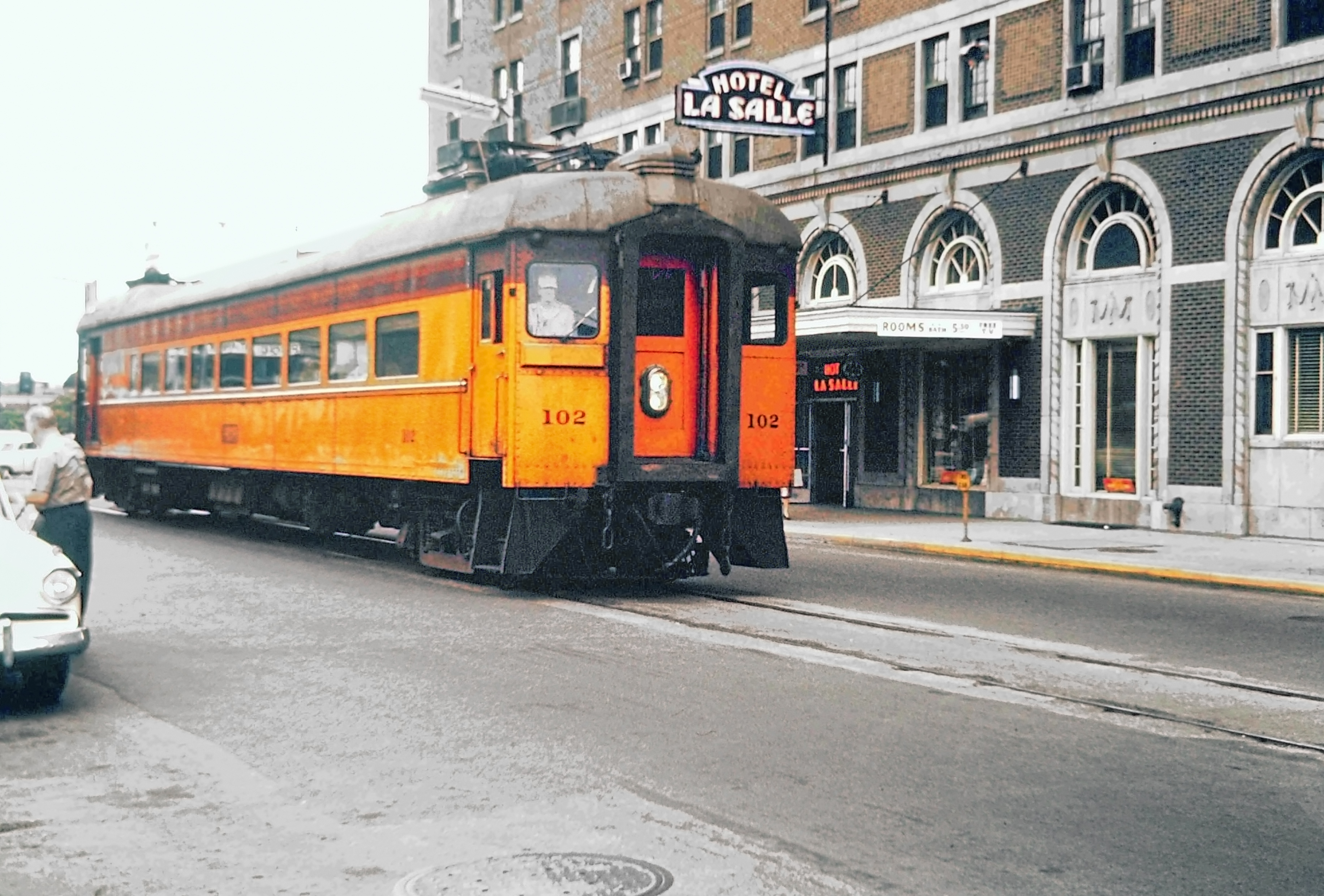
併用軌道を走る旧型直流電車（1962年撮影）

## 1階建て電車

### 構造

#### 車体・内装
最初に導入された1階建て車両のEMU-1形は全長25,908 mm、前面に貫通扉を有する両運転台車両で、営業運転時には最大6両編成の総括制御による連結運転も可能な構造となっている。構体は高張力鋼が用いられた端枠を除いてステンレス鋼が用いられ軽量化が図られている一方、t（80,000ポンド）の衝撃に耐える耐久性も重視されている。外板にもステンレス鋼が採用されており、側面の窓上・窓下部分にはコルゲート加工が施されている。車内の床についてはステンレス鋼の上にグラスウール素材の断熱材が敷かれ、その上にアルミニウム板と亜鉛鉄板に挟まれたプライメタルが固定され、更にその上に滑り止め用のゴムシートが貼り付けられている。
乗降扉は車体の両端に片開き扉、中央に両開き扉が配置されており、前者は併用軌道など低い高さのプラットホームや道路上からも乗降可能なようにステップやトラップドアが設置されている一方、後者にはそれらがなく高位置のプラットホームからのみ乗降可能である。固定式の側窓は色付ガラスと透明ポリカーボネートを組み合わせた二重ガラス構造で、一部は非常時に取り外して脱出口として使用する事も出来る。
車内の座席配置は2 + 2列の革張りクロスシートで、中央側を向いた向かい合わせ式となっている。そのうち中央部の乗降扉付近の2席については座面を跳ね上げる事で車椅子が設置・固定可能な構造となっている他、同じく中央扉付近に存在する便所や冷水器も車椅子で利用可能なバリアフリー構造である。また、客室と乗降扉は仕切りによって区分されている。運転台は両端右側にあり、速度制御用の主幹制御器やブレーキ弁等が存在する他、足元には安全用のデッドマンペダルが設置されている。連結運転時には運転台や運転席を収納する事で乗客の往来が可能な構造となっている。

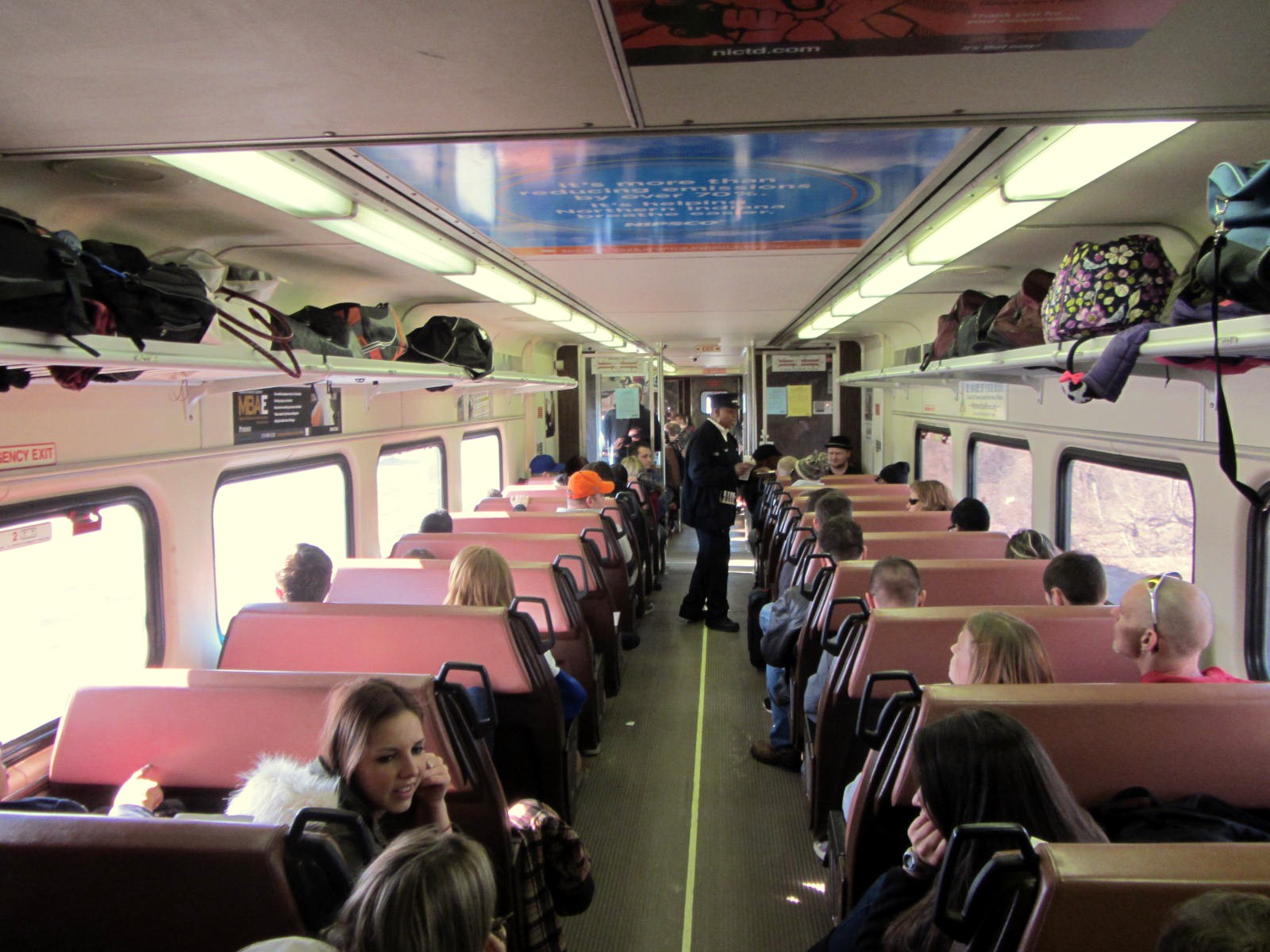
車内
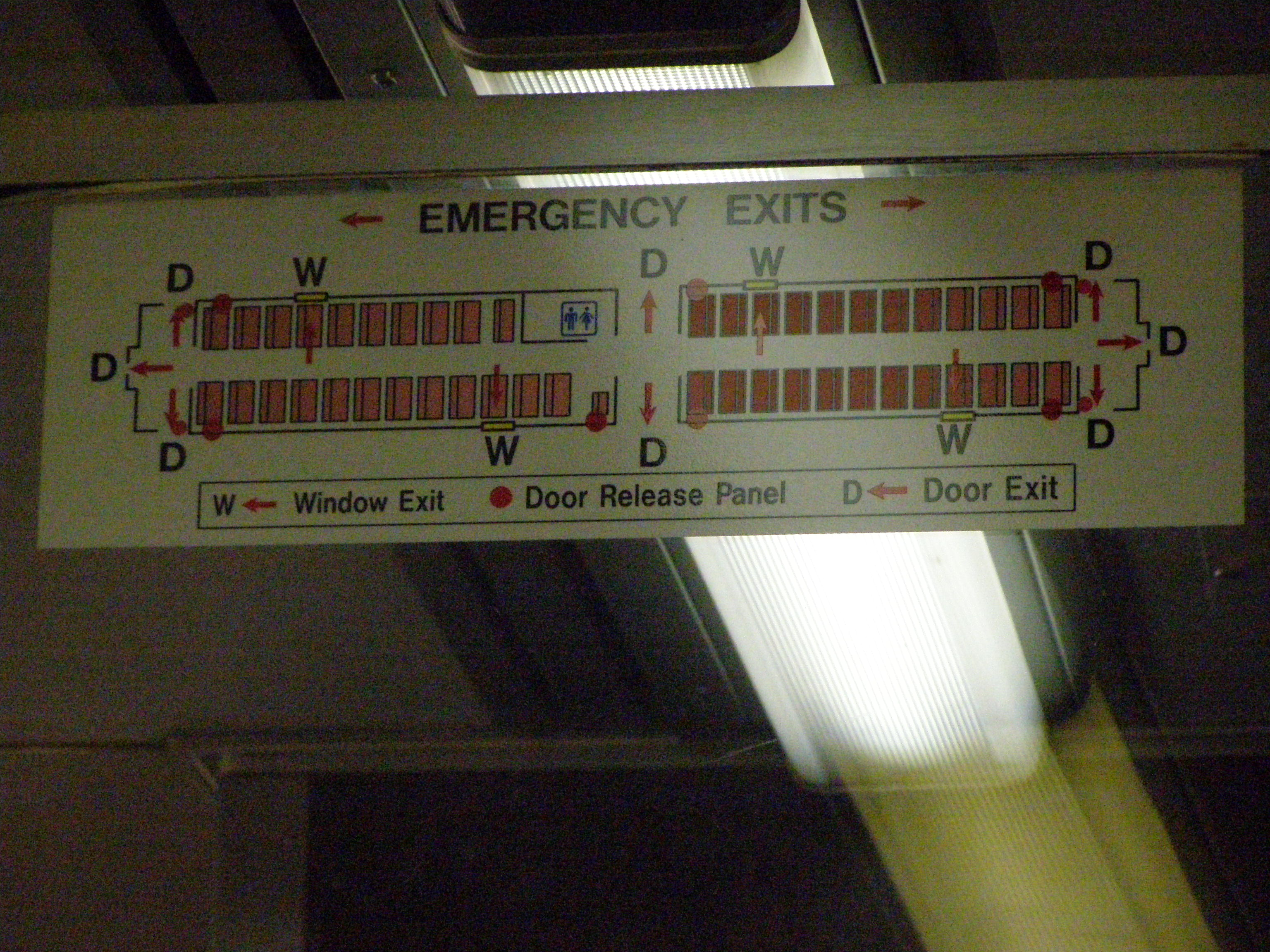
非常口の経路が書かれた座席表
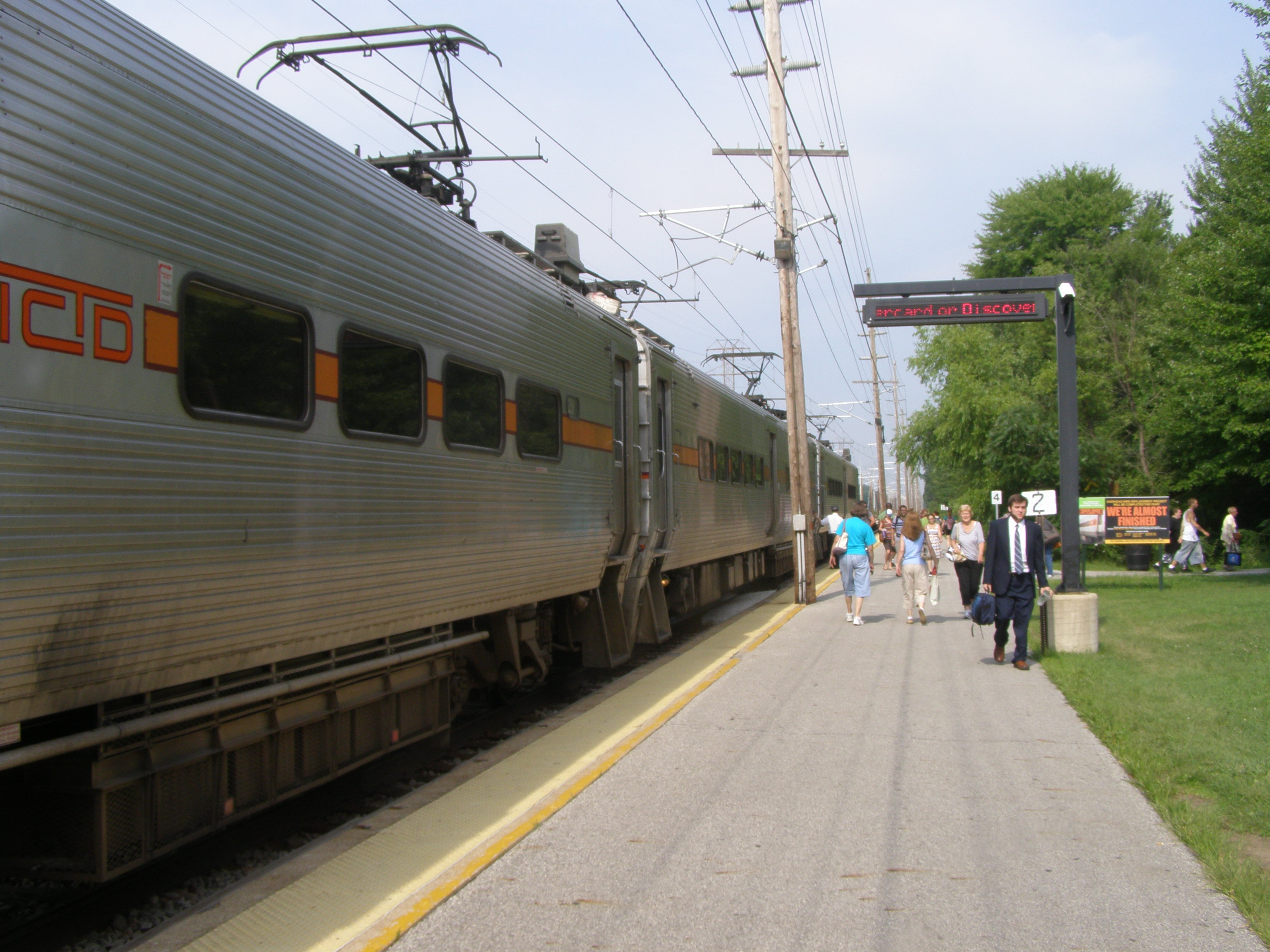
低床式プラットホームに停車時は両端の乗降扉が用いられる

#### 台車・機器
EMU-1形が用いる電動台車は日本車輌製造側からの提案に基づき、鋼板プレス溶接構造の空気ばね台車「ND-312形」が用いられている。軽量化のため輪軸には中空軸が採用され、一体圧延車輪の外側に密封式コロ軸受が取り付けられている（外軸箱方式）。この軸箱の上下振動を受ける軸箱支持装置にはウイング式コイルばね内部に特殊なゴム座が用いられており、振動の抑制に加えて経年劣化や支持弾性の均等化が図られている。また、枕ばね（2次ばね）にも振動抑制を図り1次ベローズ式空気ばねが設置されており、車体と台車は防振ゴムを使ったボルスタアンカーで結合されている。
この台車にはゼネラル・エレクトリック製の直流直巻電動機である「GE-1258」が2基ずつ設置されており、WN式ギアカップリングや減速ギアを介して輪軸に動力が伝えられる（WN駆動方式）。これらは床下に2台設置されている制御装置によって制御され、直並列組合せ制御および弱め界磁制御が行われる。制動装置はWABCO製の発電ブレーキを併用した自動空気ブレーキが使用され、台車にはディスクブレーキが存在する他、1両での運転に備え各台車で独立した非常ブレーキ装置も搭載されている。
-30℃ - 40℃と寒暖差が激しいシカゴの気象条件に対応するため冷暖房双方に対応した空調装置が設置されている他、床下にもフロアヒーターが存在する。これにより、車内の温度は季節問わず一定に保たれ、保湿器と併せて快適な室温が得られるようになっている。これらの空調装置に加えて乗降扉の開閉装置、車内照明（蛍光灯）、放送・無線装置、各種機器の送風への制御電源は電動発電機やアルカリバッテリーを含む補助電源装置から賄われており、機器構造や回路を簡素化する事により小型化や保守・点検の容易さが実現している。またバッテリーはシカゴの冬季における極寒時でも十分な性能を発揮できる容量を有している。
集電装置はシングルアーム式パンタグラフが採用され、車体両端の屋根上に1基ずつ配置されている。このパンタグラフの近くには屋上機器の点検時の歩み板が設置されている他、温度の異常上昇を避けるため主回路との切り離し機能も搭載したロックダウン装置も搭載されている。

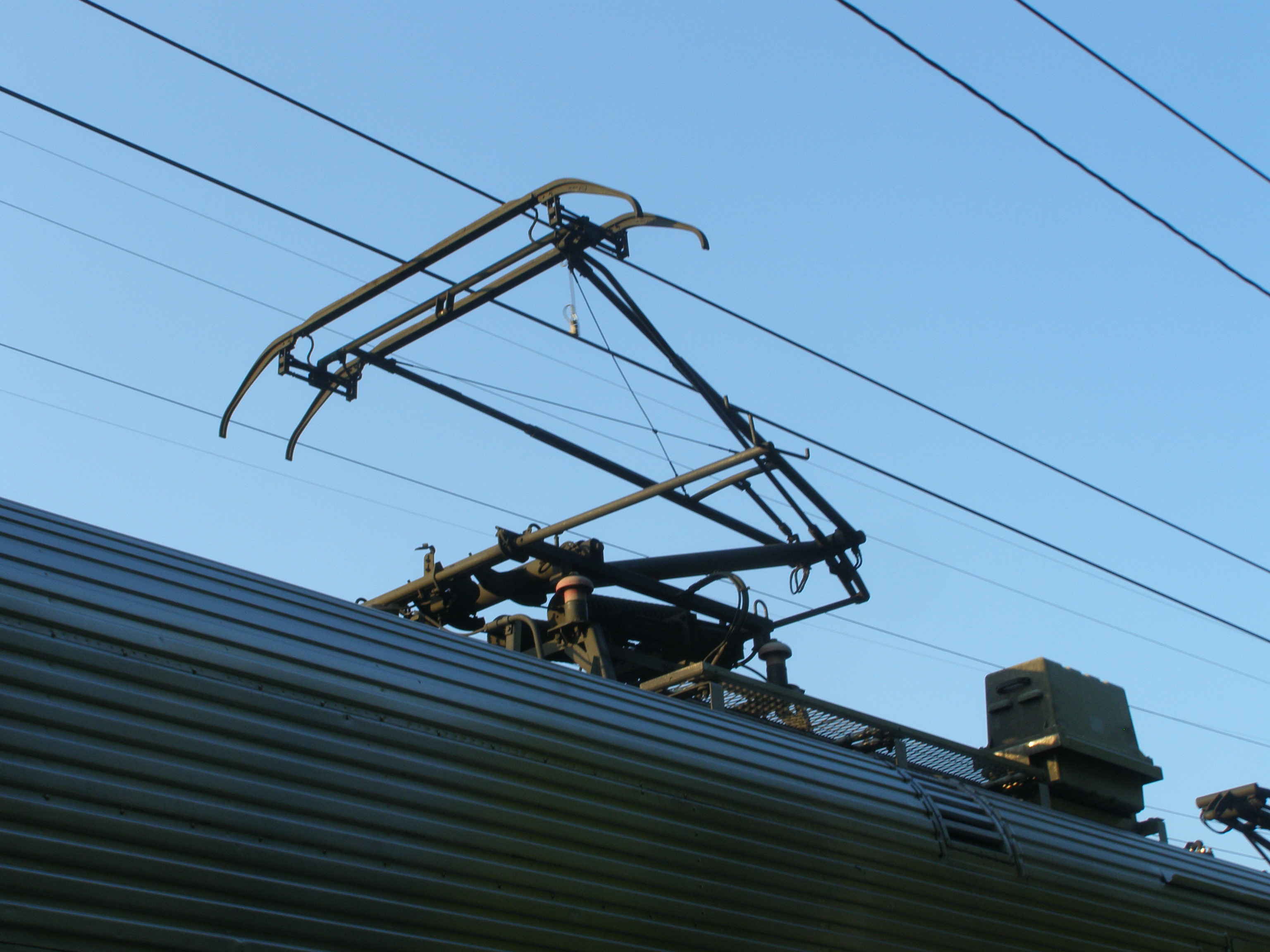
集電装置

### 増備車
1982年から1983年にかけてサウスショアー線で営業運転に投入されたEMU-1形に加え、1992年と2000年にも以下の増備車が日本車輌製造によって導入されている。

#### 1992年製車両
1992年には座席や乗降扉の配置見直しを行い定員数を110人に増加させたEMU-2形（42 - 48）に加え、編成の中間に連結される付随車のTMU-1形（201 - 210）が製造された。この形式には主電動機や制御装置は設置されていないが、車内の電力供給のため屋根上にパンタグラフが設置されている。

#### 2000年製車両
2000年に増備された10両は、奇数番号と偶数番号の車両が2両編成を組む片運転台のEMU-3形（101 - 110）として製造された。1992年製の車両を基に設計が行われ、FRA基準に従って構体が強化されている他、車内には2台の車椅子が収容可能な格納スペースが設けられている。主要機器は東芝が手掛けており、主電動機にかご形三相誘導電動機を採用する事で従来の直流電動機と比べて軽量化や小型化が実現している。制御装置についてもカム軸式抵抗制御からIGBT素子を導入したVVVFインバータ制御方式に変更されているが、従来の車両との混結運転が可能な構造となっている。

### ギャラリー

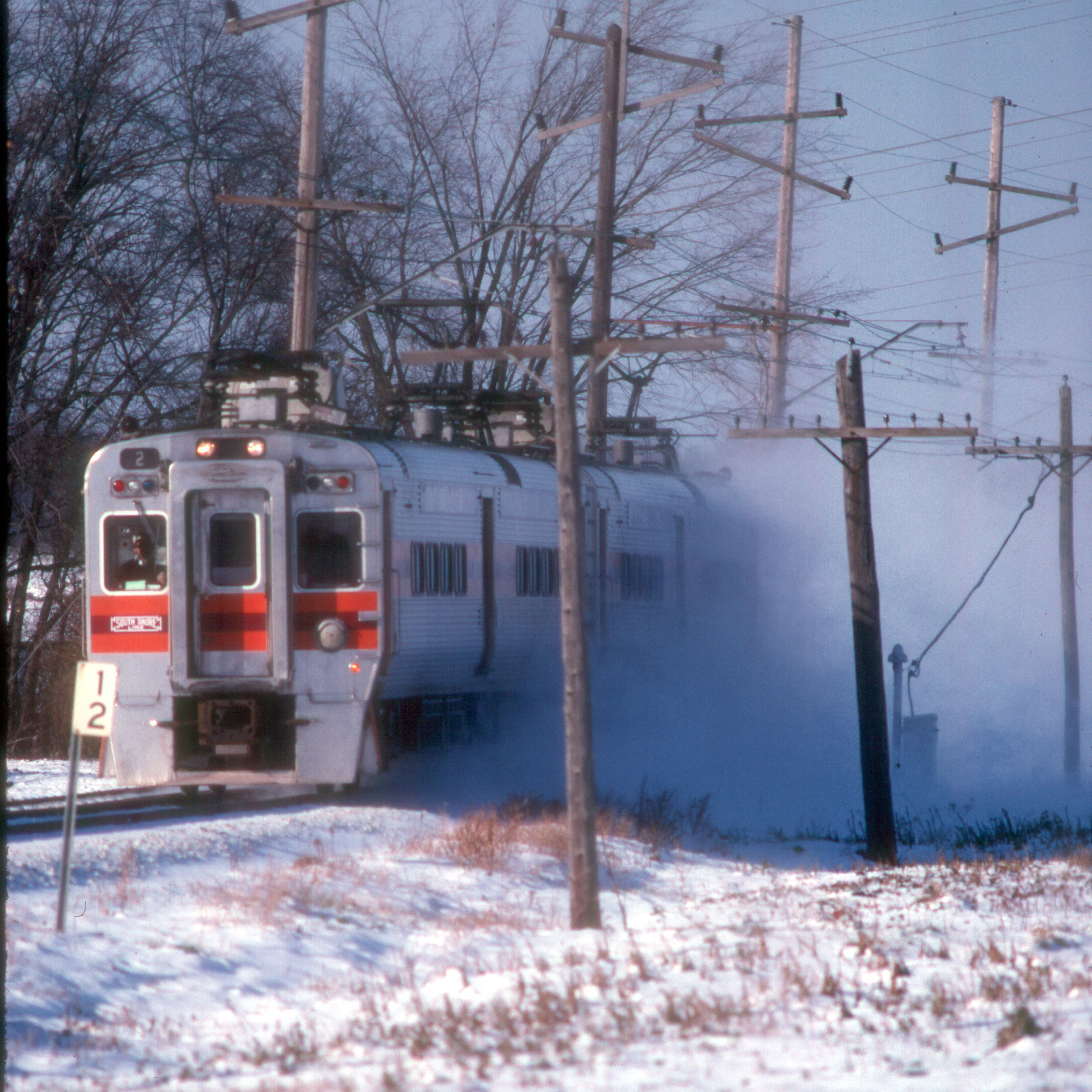
登場時の塗装
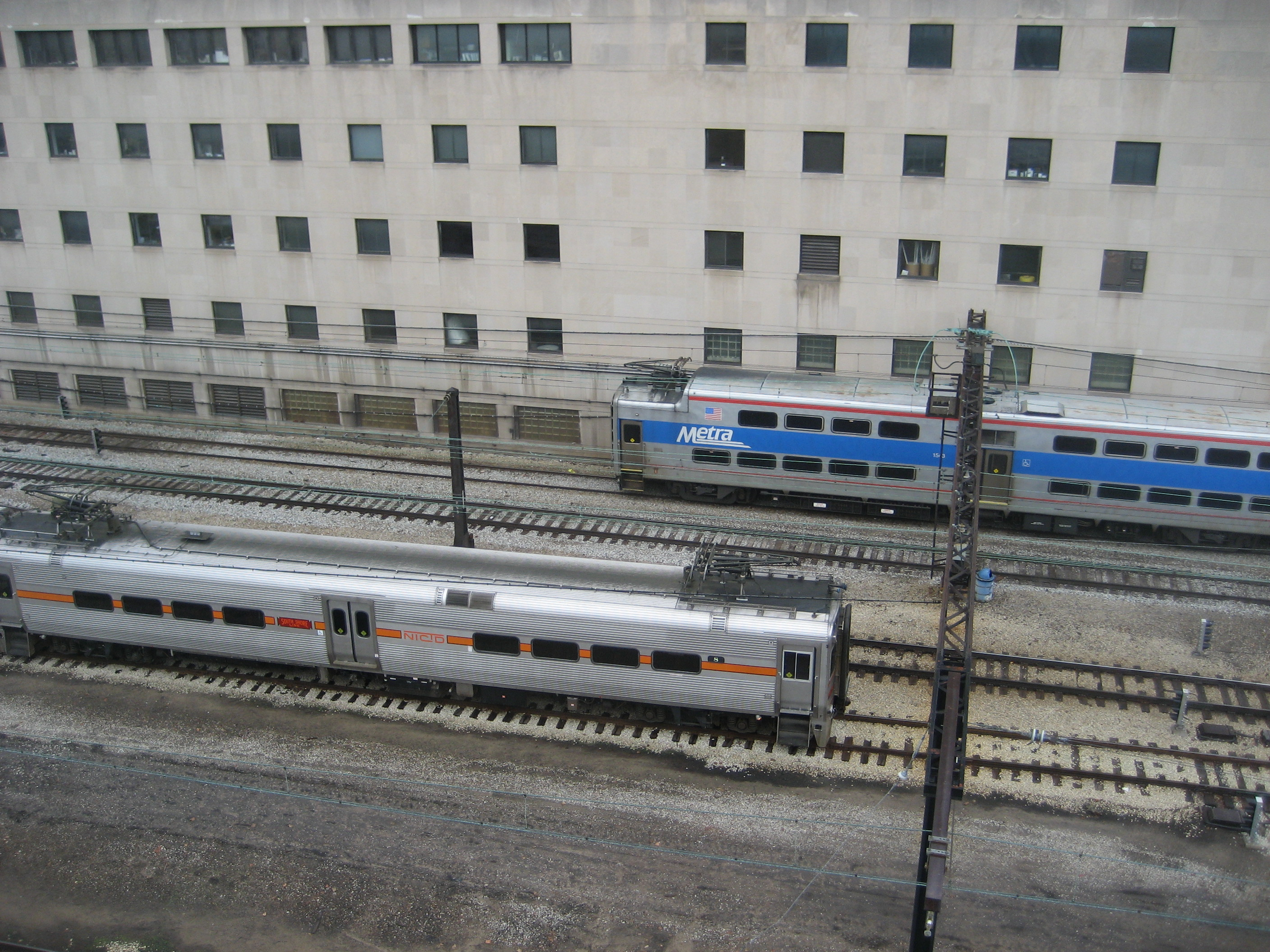
メトラ電車線（英語版）に乗り入れる列車
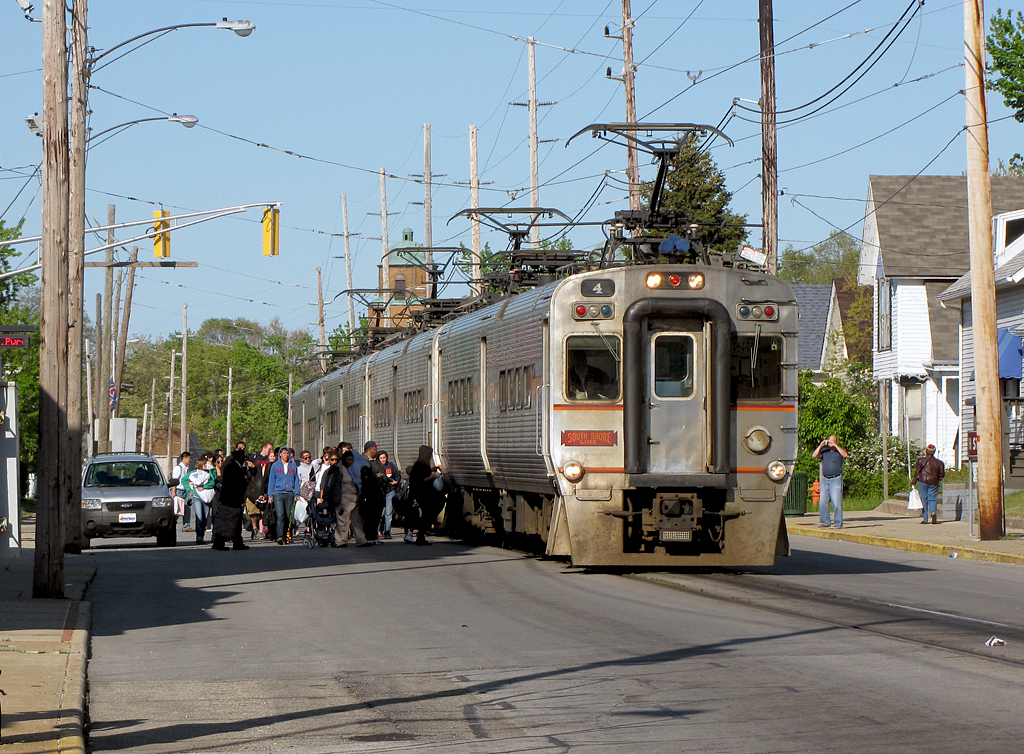
併用軌道上のホームがない駅に停車する列車
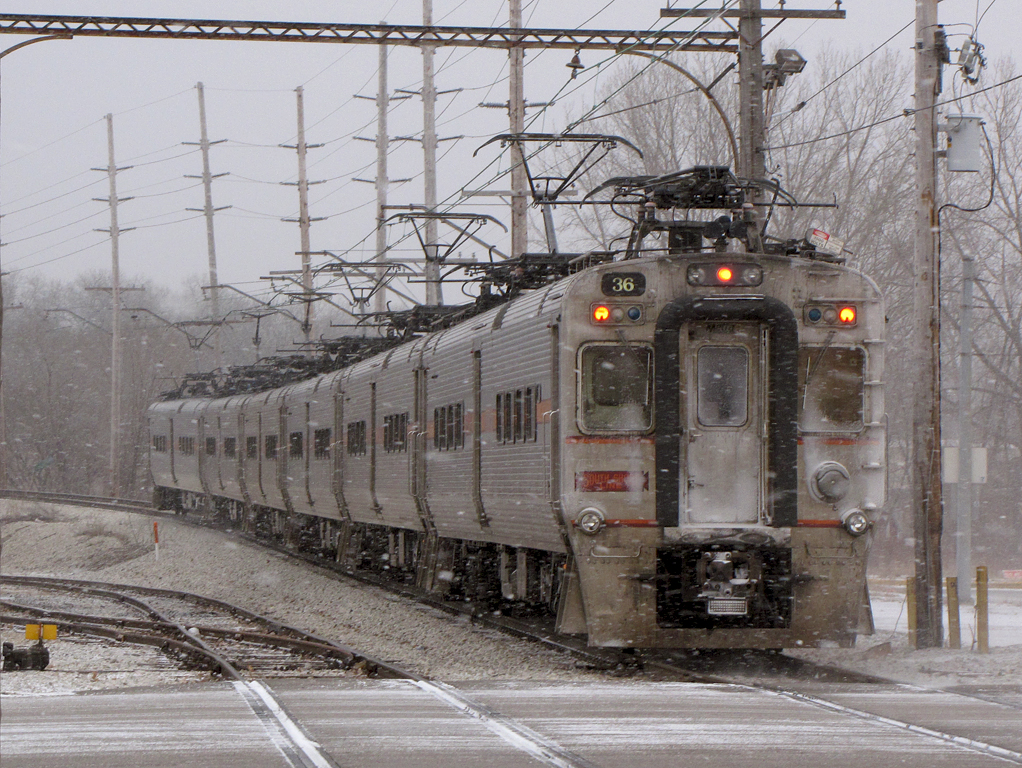
専用軌道上を走る列車
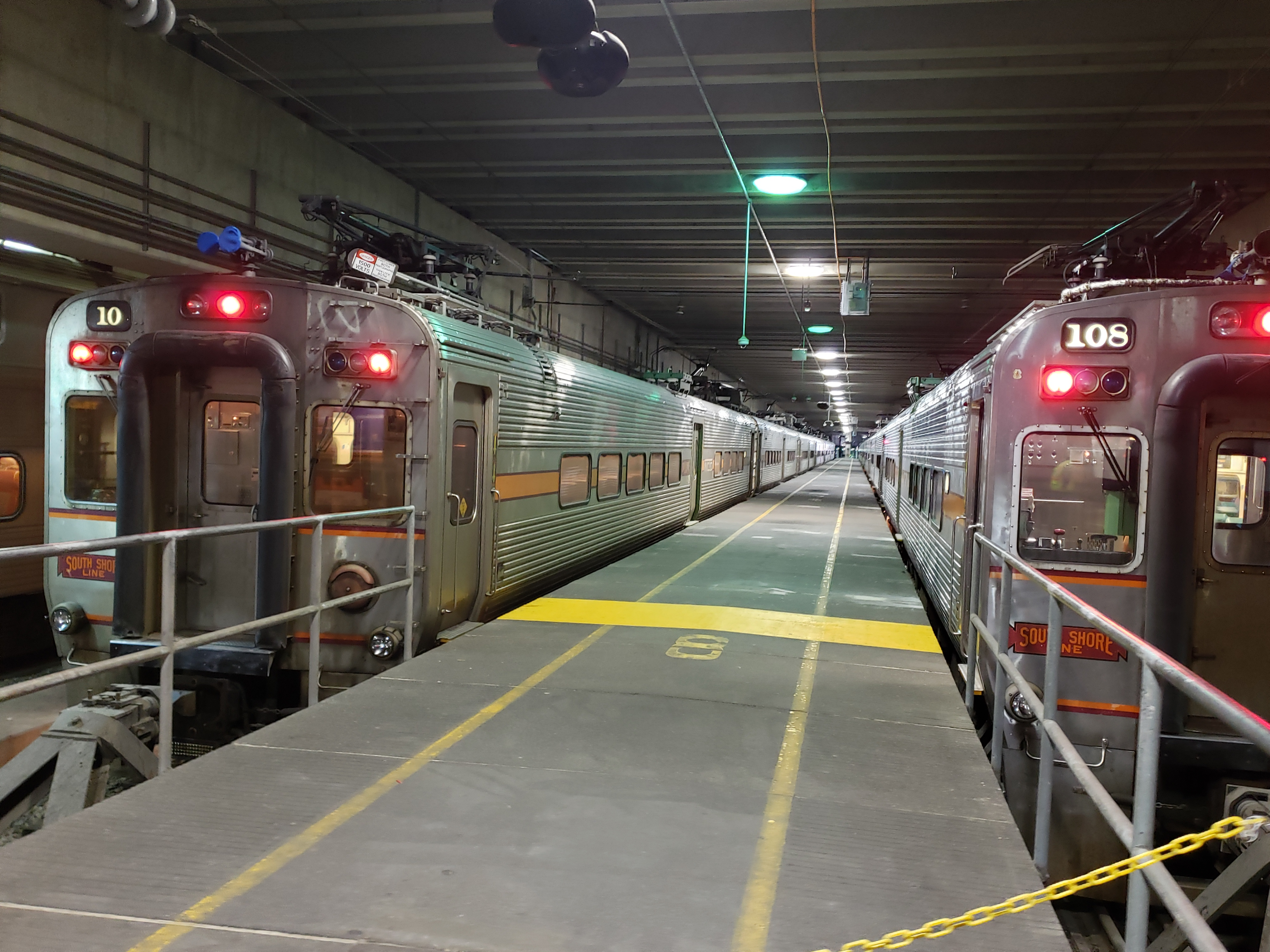
ミレニアム駅の地下ホームに並ぶ1階建て電車
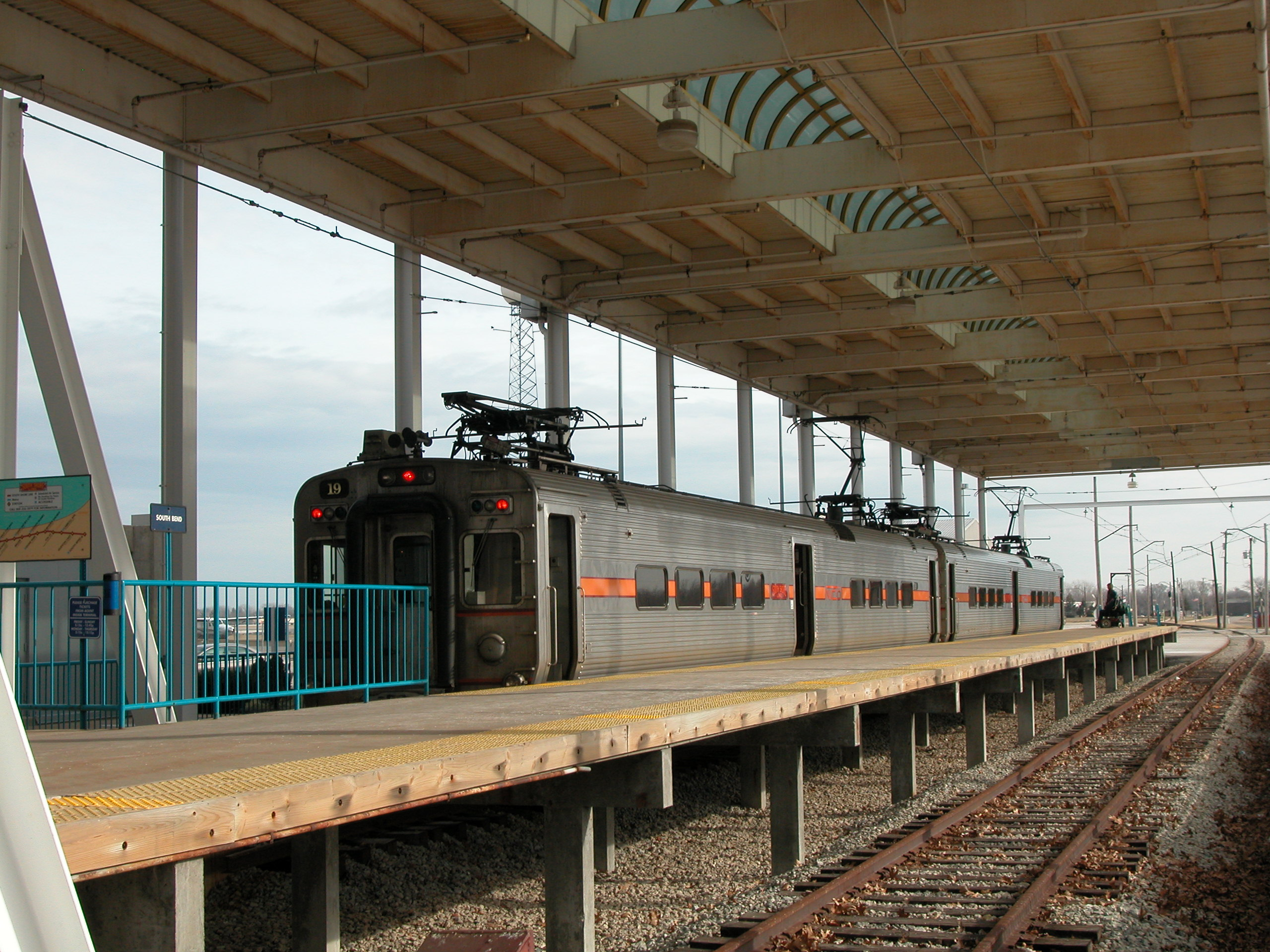
サウスベンド空港駅（英語版）に停車する列車

## 2階建て電車
2000年代、サウスショアー線では急増する利用客に架線や信号システムなど施設の更新だけでは対応が難しくなり、輸送力増強が緊急の課題となっていた。そこで2007年、NICTDは米国住友商事と日本車輌製造に対して14両（2両編成7本）の2階建て電車の発注を行った。導入に際しては従来の車両と同様に連邦政府およびインディアナ州政府の資金が充当され、最終組み立てはウィスコンシン州ミルウォーキーのスーパースティール（Super Steel）の工場で実施された。
日本車輌が手掛ける2階建て客車のギャラリーカーを基にメトラの電化路線（メトラ電車線）向けに開発されたハイライナー（ハイライナーII）と同型の2両編成の電車だが、道路上や低床式プラットホームからの乗降に対応するため、連結面側にステップ付きの扉が増設されている。着席定員は1両あたり140人である。
サウスショアー線が開業100年を迎えた2008年11月6日に完成記念式典がスーパースティールの工場内で実施され、同月から翌2009年2月まで発注分の14両（301 - 314）が納入されている。

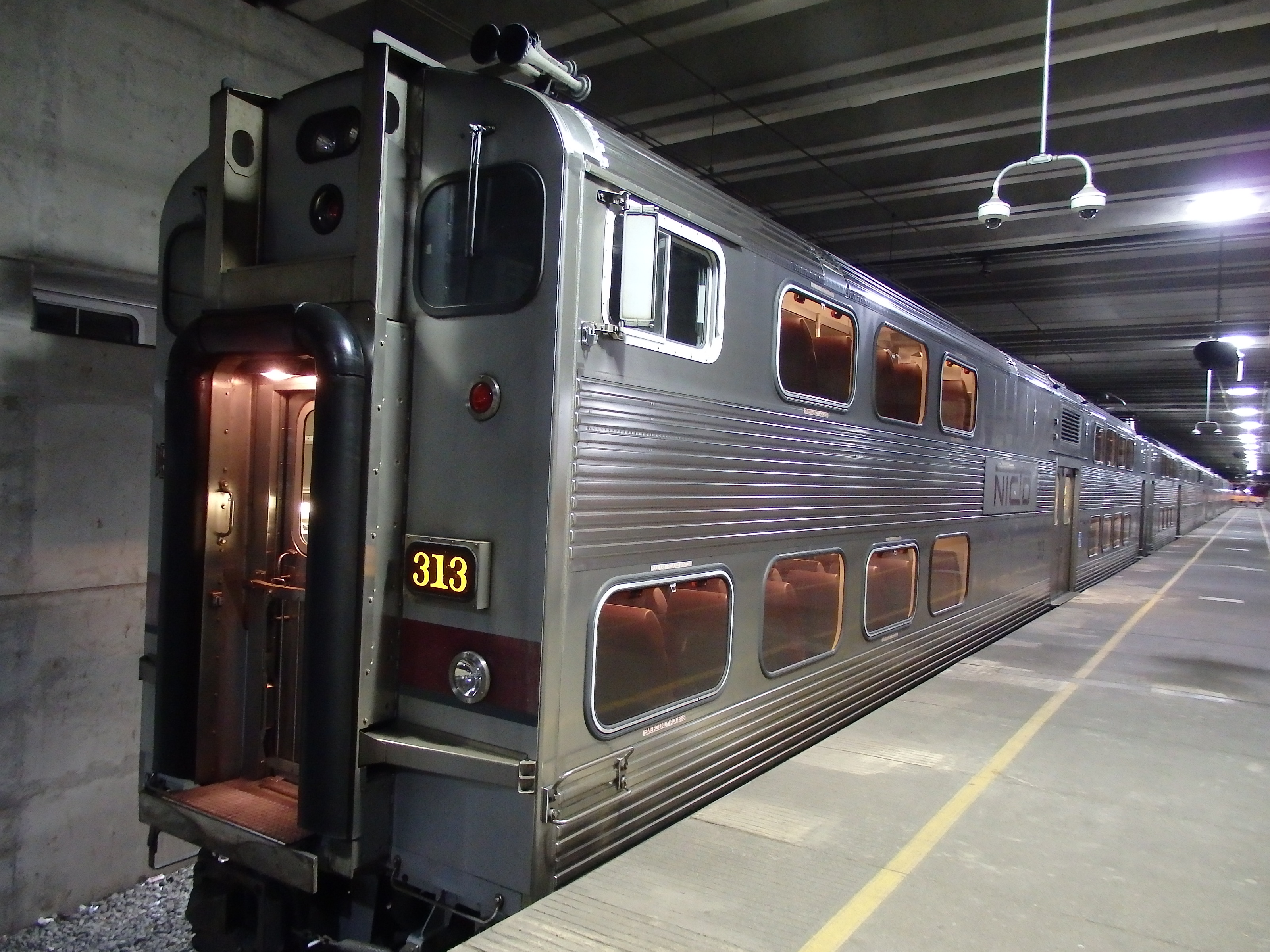
ミレニアム駅の地下ホームに停車する2階建て電車
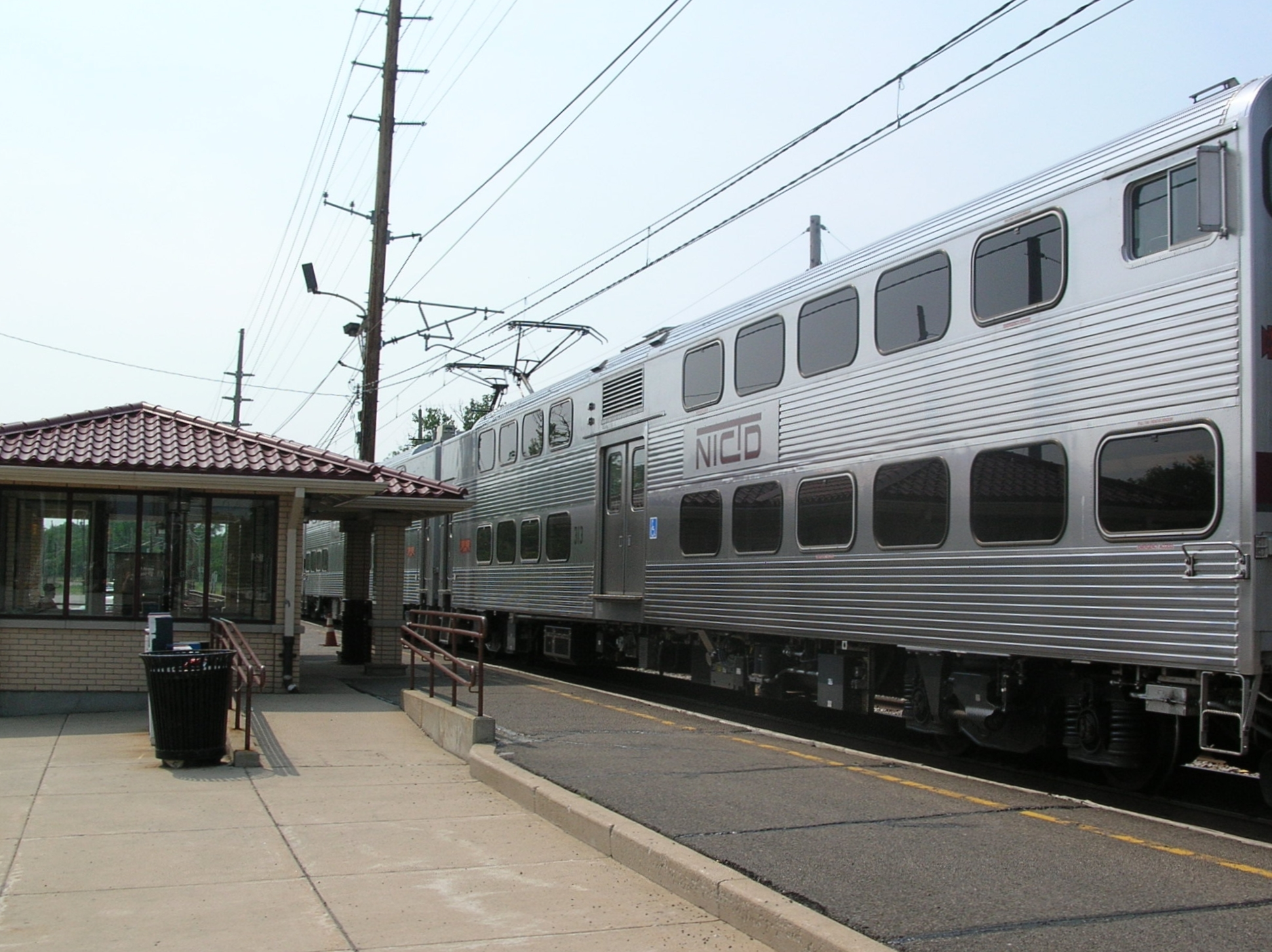
低床式プラットホームがある駅に停車する2階建て電車